# Cantonul Chaumergy
Cantonul Chaumergy este un canton din arondismentul Lons-le-Saunier, departamentul Jura, regiunea Franche-Comté, Franța.

## Comune
- Bois-de-Gand
- La Chassagne
- Chaumergy (reședință)
- La Chaux-en-Bresse
- Chêne-Sec
- Commenailles
- Les Deux-Fays
- Foulenay
- Francheville
- Froideville
- Recanoz
- Rye
- Sergenaux
- Sergenon
- Le Villey
- Vincent